# El pecado de Oyuki (historieta)
El pecado de Oyuki es una historieta romántica mexicana escrita por Yolanda Vargas Dulché. Fue publicada por primera vez el 11 de noviembre de 1949 en las páginas de la revista Pepín, de Editorial Juventud,  y luego en 1975 dentro de la historieta  Lágrimas, Risas y Amor de Editorial Argumentos (después Grupo Editorial Vid).  Narra la vida de 'Oyuki', una joven japonesa cuya tragedia se desata al enamorarse de un pintor de origen inglés. La trama guarda cierta semejanza con el cuento Madama Butterfly, de John Luther Long (1898), adaptado por Giacomo Puccini como ópera en 1904. La historieta fue reeditada por la Grupo Editorial Vid en 2006. 
La primera versión en la revista Pepín fue ilustrada en formato de fotonovela. La actriz Sachiko Tsuchiya fue la elegida para prestar su rostro para el personaje. La historia gozó de tal popularidad que el cineasta mexicano Agustín P. Delgado planeó llevarla al cine. Sin embargo, el proyecto no se concretó.
En 1988, la cadena de televisión mexicana Televisa adaptó la historieta como una telenovela del mismo nombre, producida por Lucy Orozco y protagonizada por la actriz mexicana Ana Martín.

## Sinopsis
Oyuki es una joven campesina japonesa inocente, bella y honesta. Crece junto con sus padres en una pequeña casa de campo en la provincia japonesa. Tiene un hermano mayor llamado Yutaka, un hombre vicioso y vano que solo ha causado grandes pesares a la familia. Cuando estos mueren, Yutaka decide llevar a Oyuki a Tokio. En su juventud, Oyuki aprendió danzas tradicionales de mano de una tía que se desempeñaba como Geisha. Yutaka planea utilizar la belleza y cualidades como bailarina de su hermana para explotarla y convertirla en bailarina de un Ryotei. Obligada y resignada, Oyuki empieza a trabajar. Yutaka se encarga de patrocinarla, pero a cambio de eso, la despoja de sus ganancias, la maltrata y la golpea.  Oyuki obtiene un enorme éxito y pronto comienza a bailar en uno de los Ryotei más importantes de la ciudad. Entre los muchos admiradores que Oyuki cosecha, se encuentra Togo Fushoko, un rico comerciante y uno de los hombres más ricos de Japón, quién se enamora de ella.
La vida de Oyuki cambia cuando conoce a Irving Pointer, un pintor de origen inglés. Irving es el hijo de Charles Pointer, el embajador del Reino Unido en Japón. 
Su madre, Lady Elizabeth, es una mujer sumamente sobreprotectora con su único hijo. Cuando Irving conoce a Oyuki en el Ryotei, queda prendado de su belleza y le ofrece realizarle un retrato. Oyuki acepta la oferta y ambos terminan enamorándose en el tiempo que Oyuki posa para su retrato. Sin embargo, su relación se mantiene en secreto. Oyuki teme la furia de Yutaka al enterarse de su romance.  
Yutaka planea obligar a su hermana a casarse con el Sr. Fushoko para poder disfrutar de su vasta fortuna. Por otro lado, Lady Elizabeth al enterarse del romance, se opone totalmente a aceptarlo. Por alguna extraña razón, la madre de Irving siente una especie de aversión hacia Japón, su cultura y su gente.
Cuando Yutaka se entera del desprecio de su hermana a Fushoko, arremete contra Oyuki. El intenta matarla con una daga. Cobarde, Yutaka se desaparece. Irving decide casarse con ella, posponiendo un proyecto para viajar a Europa a presentar sus pinturas. Lady Elizabeth enfurece cuando su hijo le cuenta su decisión, por lo que Irving se ve forzado a abandonar la casa de sus padres y valerse por sí mismo. Irving y Oyuki se casan en una sencilla ceremonia. Oyuki e Irving consiguen una pequeña casa en un barrio popular. Sin embargo, Oyuki se enfrenta al rechazo de su gente, quién no ve con buenos ojos su matrimonio con un occidental.
Ante la difícil situación, Irving consigue empleo pero, Lady Elizabeth decide boicotear los proyectos y triunfos de su hijo. Su misión es presionarlo económicamente para que Irving acuda en su ayuda y de esta forma tenerlo bajo su control. A pesar de la difícil situación económica, Oyuki e Irving experimentaran la mayor felicidad con el nacimiento de una hija, que es llamada Yuriko. La niña es idéntica a su padre, y prácticamente no hereda ningún rasgo oriental de su madre.
Por desgracia, debido a la intervención de Lady Elizabeth, la estabilidad económica de la familia es delicada. Desesperado, Irving busca la ayuda de su padre. Al tanto de las intrigas de su esposa, Charles decide apoyar a su hijo y le brinda las facilidades para que viaje con Oyuki y su hija a París, Francia y logre éxito como pintor. Por desgracia, la pequeña Yuriko enferma y Oyuki no puede viajar con su esposo a París. Irving promete volver  por ellas en cuanto logre vender sus primeros cuadros. Por desgracia, apenas Irving parte a Europa, la salud de Yuriko se complica. La niña sufre una fiebre escarlatina que obliga a Oyuki a internarla en un hospital, donde pierde los ahorros que su marido le había destinado. Oyuki se niega a revelarle la situación a Irving para no presionarlo. Oyuki comienza a quedarse sola. 
Por desgracia, en este momento Yutaka reaparece en la historia decidido a retomar el control de la vida de su hermana. Yutaka comienza a intervenir las cartas de Irving hacia Oyuki, incluyendo algunas donde él le enviaba dinero, fruto de su creciente éxito como pintor en Europa. La situación de Oyuki se agrava y ella y Yuriko comienzan a sufrir hambre. Oyuki decide acudir con el Sr. Pointer, pero este ha partido en unas largas vacaciones. Oyuki decide entonces acercarse a Lady Elizabeth, quién no ha cesado en sus intrigas contra ella. Lady Elizabeth amenaza a Oyuki con quitarle a su hija. 
Estas situaciones llevan a Oyuki a creer que Irving realmente la ha abandonado. Yutaka aparece ofreciéndole ayuda. Aunque Oyuki lo rechaza, el temor de perder a  su hija a manos de su suegra, la lleva a aceptar la ayuda de su hermano y abandonar su casa con su hija.
Oyuki decide volver a bailar en los Ryotei convencida por Yutaka. Yutaka pretende sacar provecho de la situación. Él convence a Oyuki de mudarse a Kioto.
Por otra parte, Irving suspende un viaje para presentar su obra en Inglaterra y decide volver a Japón agobiado por no tener noticias de su familia. Al llegar, Irving descubre las intrigas de su madre. Él la desprecia, y con ayuda de su padre procede a buscar a Oyuki.
La pareja finalmente se reencuentra. Ellos aclaran los malentendidos y planean volver con su hija a París con el apoyo del Sr. Pointer. Pero en ese momento, Yutaka los sorprende. Él no está dispuesto a volver a perder su mina de oro. Yutaka hiere de muerte a Irving. Irving muere en los brazos de Oyuki.
Yutaka acusa a su hermana de haber asesinado a su marido. Oyuki es aprehendida. Durante el juicio, las pruebas no la favorecen. Oyuki tomó el arma con sus manos. Oyuki es declarada culpable y condenada a pasar veinte años en prisión. Oyuki se ve forzada a entregar a su hija a sus abuelos paternos. La pequeña Yuriko es llevada a casa de los Pointer.
La tragedia estremece a todo Japón y llega a oídos del Sr. Fushoko. Este aún ama a Oyuki y decide reunir todas sus fuerzas para comprobar su inocencia. Fushoko se convertirá en la única persona que apoya a Oyuki en su largo calvario en prisión.
Los años pasan y Oyuki accede a casarse en prisión con el Sr. Fushoko. Pero un capricho del destino lo evita. Fushoko muere como consecuencia de un problema cardiaco que lo aquejaba desde tiempo atrás. Por otro lado, Yuriko es enviada por sus abuelos a educarse en Europa. 
Oyuki cumple quince años de condena. Es entonces cuando se entera de que Yutaka está agonizando en un hospital en Tokio. Yutaka ha sufrido un largo calvario no solo físico, sino también mental, aquejado por los remordimientos. Yutaka decide entonces confesar su crimen y exigir la libertad de su hermana. Acto seguido, el villano muere.
Oyuki es declarada inocente y sale de la prisión. Su libertad coincide con el retorno de Yuriko de Europa, convertida en una perfecta dama inglesa.
Oyuki se encuentra con su hija en la mansión de los Pointer. Yuriko, ignorando la identidad de la mujer, le ofrece trabajo. Oyuki acepta la oferta de trabajar como sirvienta en casa de los Pointer con tal de estar cerca de su hija. Por su parte, Yuriko comienza a estudiar en la universidad, donde conoce a Takama, un apuesto profesor que al igual que ella se educó en Europa. Takama resulta ser el hijo del Sr. Fushoko. Takama y Yuriko terminan enamorándose.
Yuriko comunica a su abuelos su decisión de casarse. Cuando Takama pide la mano de Yuriko. Lady Elizabeth se niega a aceptarlo, sufriendo un shock al descubrir el origen japonés de Takama.
Oyuki decide entonces enfrentar a Elizabeth, y le advierte que no permitirá que arruine la felicidad de su hija como hizo con Irving y con ella. El Sr. Pointer decide que es momento de revelar la verdad. Yuriko descubre que Oyuki es su madre, y al conocer su triste historia, desaparece cualquier sentimiento de rechazo. Lady Elizabeth, profundamente arrepentida, pide el perdón de Oyuki y de su nieta.
Yuriko y Takama finalmente se casan. 
Pasan los años y Oyuki muere. Su alma es esperada en el umbral por su amado Irving.

## Exposición en el Museo de Arte Popular
El sábado 24 de noviembre de 2012 se inauguró una exposición en homenaje Yolanda Vargas Dulché, Contadora de Historias, en el Museo de Arte Popular. La exposición es un homenaje a quien fuera una de las pioneras de las historietas en México, con obras como Memín Pinguín, María Isabel, Rubí,  El Pecado de Oyuki y Yesenia.
Autora sui géneris, cuya obra se arraigó en el gusto del pueblo por cerca de cuatro décadas, y que ahora el público podrá recordar y disfrutar a través de la Exposición Yolanda Vargas Dulché. Contadora de historias, que presenta el Museo de Arte Popular (MAP) en colaboración con Editorial Vid y Televisa, del 24 de noviembre del 2012 al 31 de marzo del 2013.